# Саут-Палм-Біч (Флорида)
Саут-Палм-Біч (англ. South Palm Beach) — місто (англ. town) в США, в окрузі Палм-Біч штату Флорида. Населення — 1471 особа (2020).

## Географія
Саут-Палм-Біч розташований за координатами 26°35′30″ пн. ш. 80°2′16″ зх. д. / 26.59167° пн. ш. 80.03778° зх. д. (26.591759, -80.037774).  За даними Бюро перепису населення США в 2010 році місто мало площу 0,75 км², з яких 0,35 км² — суходіл та 0,40 км² — водойми. В 2017 році площа становила 0,68 км², з яких 0,26 км² — суходіл та 0,42 км² — водойми.

## Демографія
Згідно з переписом 2010 року, у місті мешкала 1171 особа в 742 домогосподарствах у складі 333 родин. Густота населення становила 1568 осіб/км².  Було 1492 помешкання (1998/км²).
Расовий склад населення:
| - 97,8 % — білих - 0,8 % — азіатів - 0,4 % — чорних або афроамериканців - 0,1 % — корінних американців |

До двох чи більше рас належало 0,7 %. Частка іспаномовних становила 4,6 % від усіх жителів.
За віковим діапазоном населення розподілялося таким чином: 2,6 % — особи молодші 18 років, 37,8 % — особи у віці 18—64 років, 59,6 % — особи у віці 65 років та старші. Медіана віку мешканця становила 68,9 року. На 100 осіб жіночої статі у місті припадало 86,8 чоловіків;  на 100 жінок у віці від 18 років та старших — 85,7 чоловіків також старших 18 років.
Середній дохід на одне домашнє господарство  становив 71 646 доларів США (медіана — 50 729), а середній дохід на одну сім'ю — 92 794 долари (медіана — 55 893). Медіана доходів становила 60 750 доларів для чоловіків та 39 688 доларів для жінок. За межею бідності перебувало 13,3 % осіб, у тому числі 18,4 % дітей у віці до 18 років та 13,8 % осіб у віці 65 років та старших.
Цивільне працевлаштоване населення становило 445 осіб. Основні галузі зайнятості: фінанси, страхування та нерухомість — 20,0 %, освіта, охорона здоров'я та соціальна допомога — 16,2 %, науковці, спеціалісти, менеджери — 13,9 %, роздрібна торгівля — 12,8 %.